# Litoria meiriana
A Litoria meiriana a kétéltűek (Amphibia) osztályának békák (Anura) rendjébe és, a Pelodryadidae családba, azon belül a Pelodryadinae alcsaládba tartozó faj.

## Előfordulása
A faj Ausztrália endemikus faja. Természetes élőhelye a szubtrópusi vagy száraz bozótosok, folyók, mocsarak, sziklás területek, barlangok.